# Trädrovbärfis
Trädrovbärfis (Troilus luridus) är en insektsart som först beskrevs av Fabricius 1775.  Trädrovbärfis ingår i släktet Troilus, och familjen bärfisar. Arten är reproducerande i Sverige.

## Bildgalleri

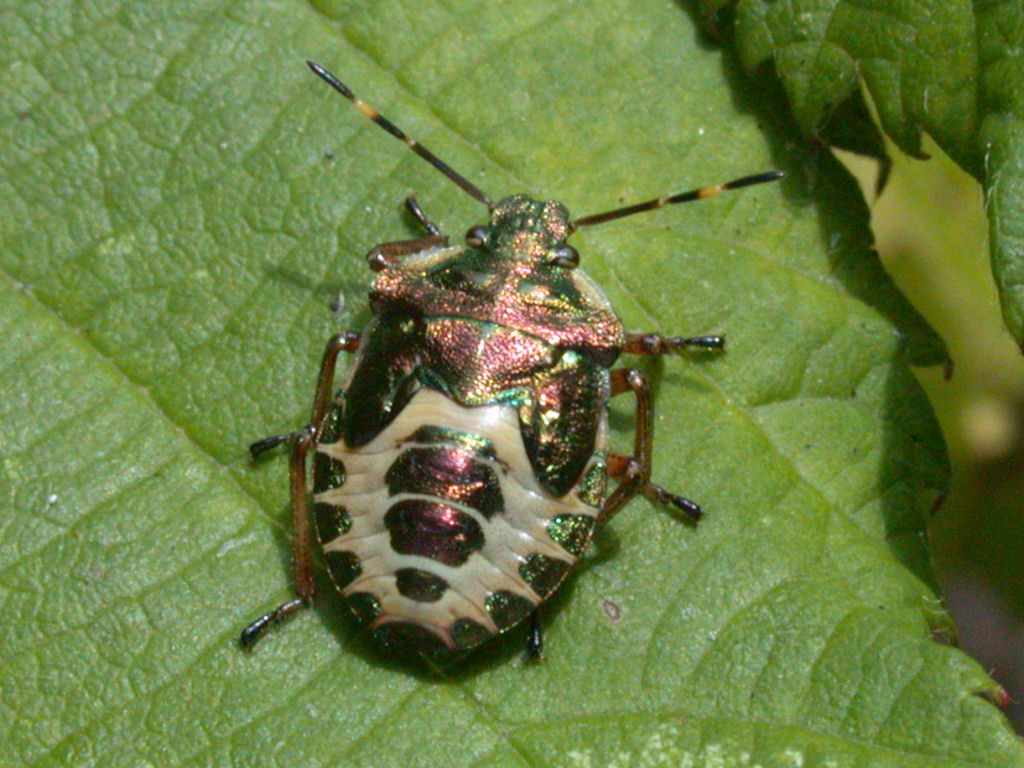
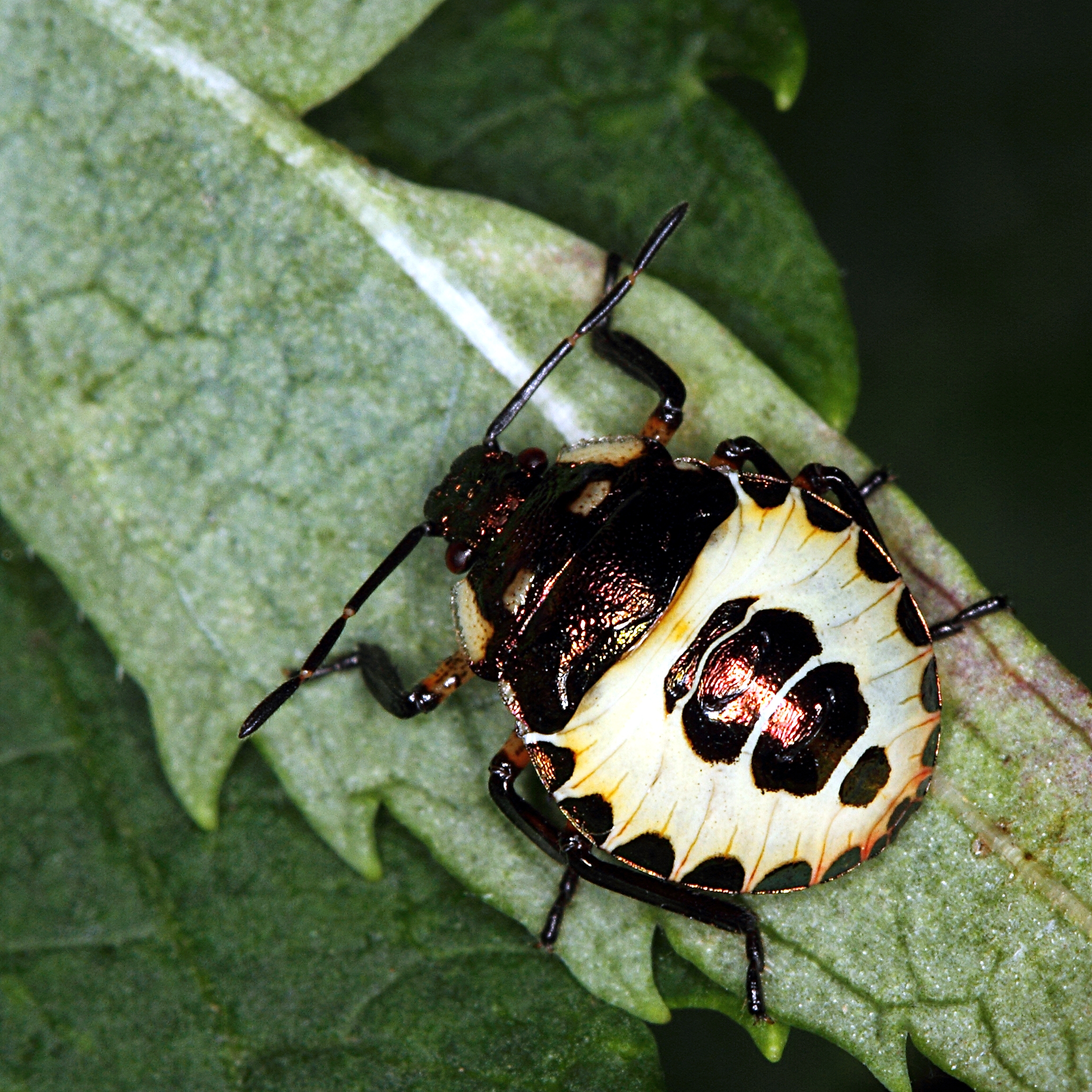
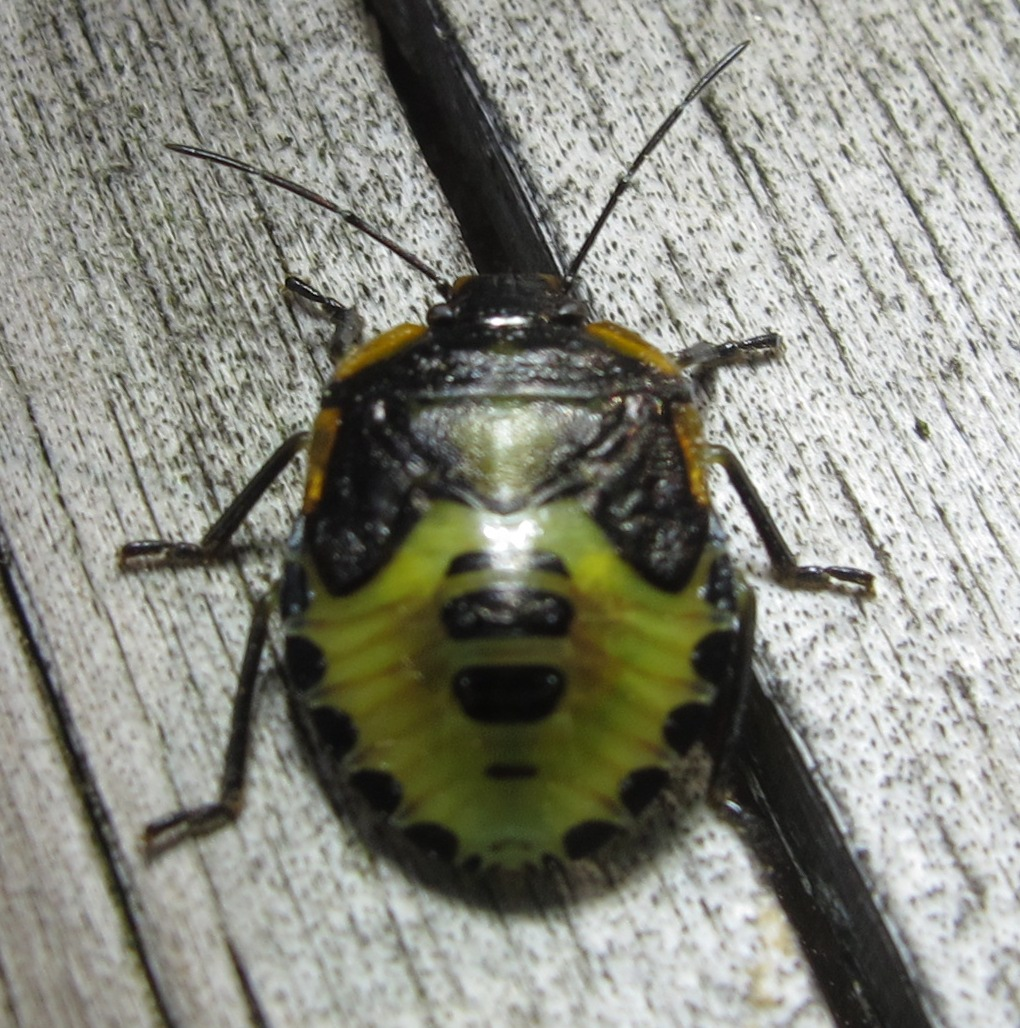